# 마틴 켈리
마틴 로널드 켈리(Martin Ronald Kelly, 1990년 4월 27일 ~ )는 잉글랜드의 축구 선수로서 현재 위건 애슬레틱에서 오른쪽 풀백 또는 센터백으로 뛰고 있다. 상대팀들의 위협적인 윙어에게 공간을 내주지 않는 수비 능력과 활발한 오버래핑으로 박스 안으로 띄워주는 위협적인 크로스를 자주 보여준다.

## 클럽 경력

### 리버풀
마틴 켈리는 2007년 여름에 클럽 아카데미에서 멜우드로 승격되었다. 그는 리버풀 공식 웹사이트에서의 인터뷰에서 등 부상으로 2년 간 유스팀에서 잘 뛰지 못했음에도, 한 걸음 진전한 것에 대한 기쁨을 말했다.
캘리는 2007-08시즌에 게리 애블럿의 리저브 팀 우승 타이틀 레코드를 깼다. 그는 리버풀에서의 두 번째 골을 댈러스 컵 2008 결승전에서 기록하였다.
2008-09시즌이 되기 전, 그는 1군 스쿼드에 이름을 올렸다. 그는 2008년 11월 올랭피크 드 마르세유와의 UEFA 챔피언스리그 조 매치에 교체 명단에 처음으로 이름을 올리지만, 경기에 나서지는 못했다. 얼마 지나지 않아, 같은 해 12월 9일, 같은 대회 PSV 에인트호번과의 경기에서 제이미 캐러거와 교체되어 데뷔 경기를 치렀다.

### 허더즈필드 타운
2009년 3월 26일, 켈리는 허더즈필드 타운으로 시즌 끝날 때까지 임대되었다. 4월 18일, 그는 베스컷 경기장에서 허더즈필드 타운과 월솔의 경기에서 프로 축구 경기에서의 첫 골을 넣었다.

### 리버풀 복귀
라파엘 베니테스는 사미 휘피애가 리버풀을 떠나면서 켈리를 1군으로 올리는 기회를 열어주었다. 켈리는 2009년 10월 20일, 올랭피크 리옹과의 UEFA 챔피언스리그 경기에서 오른쪽 풀백으로 첫 출전하지만 74분에 부상으로 교체되었다. 그는 인상적인 활약으로 이 경기에서 리버풀 공식 사이트에서 맨 오브 더 매치에 선정되었다. 이후 사타구니 부상으로 출전하지 못하였다. 켈리는 2010년 2월 25일, 우니레아 우지체니와의 유로파 리그 경기에서 컴백한다. 이후 포츠머스를 4-1로 이긴 안필드 경기에서 글렌 존슨과 교체되어 프리미어리그 데뷔를 했다.

### 크리스털 펠리스
2014년 8월 마틴 켈리는 크리스털 팰리스 FC에 공식 입단을 발표하였고 등번호는 34번이다.

## 국가대표 경력
2009년 8월, 켈리는 잉글랜드 U-20 스쿼드에 포함되어 세르비아와의 데뷔전을 5-0으로 승리하였다. 이후에 그는 이집트에서의 U-20 월드컵 결승전까지 모든 세 경기를 뛰었다. 켈리는 2009년 초에 잉글랜드 U-19 스쿼드에도 이름을 올려서 2월 10일, 스페인 U-19와 경기를 했다. 2010년 8월 5일, 켈리는 애스턴 빌라의 마크 알브링턴과 선덜랜드의 조던 헨더손과 함께, 잉글랜드 U-21 스쿼드에 포함되었다. 8월 10일, 그는 교체 출장하여 득점하였다. 2011년 3월, 언론들은 켈리가 잉글랜드 국가 대표팀에 뽑혔다고 보도했지만, 그는 부상으로 참가하지 못하였다. 그리고 유로 2012 국가대표로 선발되었다.